# Мащак Осип Андрійович
О́сип Андрі́йович Маща́к (псевдо — Мак; 22 грудня 1908, село Смільниця (нині не існує) — 20 грудня 1976, Нью-Йорк, США) — крайовий провідник ОУН на західно-українських землях (липень 1934 — серпень 1934), автор «Молитви українського націоналіста»

## Життєпис
Народився в сім'ї Андрія та Катерини Мащаків у Галичині, у тодішній Австро-Угорській імперії (нині село не існує, розташовувалося б на території Самбірського району Львівської області, Україна), у родині заможного селянина, у той час війта села. У родині було троє синів, серед яких Осип був наймолодшим.

### Навчання і політична діяльність
Навчався в Перемиській гімназії, а згодом у «Львівській політехніці» на хімічному факультеті. Цей навчальний заклад не встиг закінчити, бо був заарештований польською поліцією.
Під час навчання вступив до ОУН, став автором «Молитви українського націоналіста». Протягом липня — (за іншими даними) — серпня 1934 Крайовий провідник ОУН.
Засуджений на Львівському процесі до 15 років ув'язнення. Вийшов на волю 9 вересня 1939 року.

### На еміграції
У Мюнхені вступає на студії в Український Технологічний Господарський Інститут на фармацевтичний факультет, який дуже успішно закінчує вкінці 1949 року, одержавши звання «Магістр фармацевтики». Навіть не встигає одержати диплом, бо Провід Закордонних частин ОУН (ЗЧ ОУН) висилає його на працю в Нью-Йорк. Тому йому дають тимчасове посвідчення замість оригінального диплому, який буде видано пізніше.
Поряд із навчанням у Мюнхені він вчиться у США при Світовій Українській Службі від 1 листопада 1948 року до 15 лютого 1949 року, де успішно складає іспити з необхідних предметів. Що також підтверджується посвідченням, виданим вищезгаданою організацією.
Випускний екзамен і дипломна робота на тему «Штучні солодкі речовини» були оцінені підсумковою оцінкою «дуже добре». Також Вчена Рада інституту ухвалила рішення створити міжнародну виставку речовин і процесів, висвітлених в дипломній роботі. Після закінчення студій нервове збудження від навчання, конспірації та праці на шматок насущного хліба трохи вляглося і він з родиною переїжджає жити в Нью-Йорк.

### Сім'я
Дружина — Галина Галібей, донька львівського підприємця. Діти — Андрій і Марта.